# Éclépens

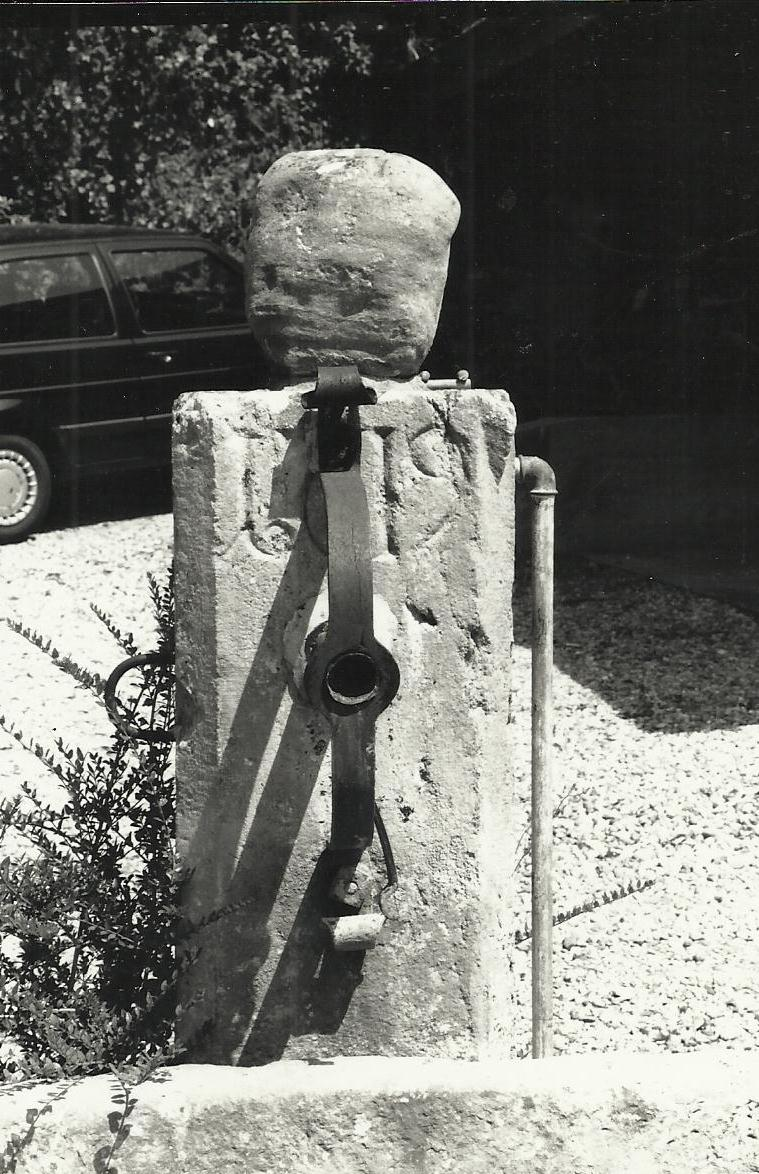
Détail de la fontaine de 1719

Éclépens est une commune suisse du canton de Vaud, située dans le district de Morges. Elle a vu naître le 16 octobre 2020 la ZAD de la colline du Mormont, première ZAD de Suisse.

## Histoire
Éclépens est assurément d’origine burgonde, comme en témoigne le suffixe -ens de ce toponyme. Sa création remonte vraisemblablement à avant 750 (~400 à 750). On admet généralement que la langue burgonde n’a pas subsisté au-delà de 750.
L'une des premières mesures prises par Louis, fils de Charlemagne, après avoir remplacé son père, a été de céder à l'Église divers biens qu'il possédait, dont le domaine d'Éclépens. Cette donation figure dans le premier document citant le nom d’Éclépens, en 814, mais l’original ayant été perdu, il nous est seulement parvenu une copie du XIIIe siècle qui fait partie intégrante du Cartulaire de Notre-Dame de Lausanne. Il s’agit de la plus ancienne mention de ce village.
Il existe deux versions de cette cession, qui ont été copiées l'une après l'autre, la première mentionnant villa que dicitur Scepedingus et la deuxième, villa que dicitur Sclepedingus.
La deuxième mention d'Éclépens figure dans un document de 1011, où le Roi Rodolphe III (descendant de Louis le Pieux) restitue entre-autres au couvent de Romainmôtier un manse à Éclépens. Le document original est déposé aux Archives cantonales vaudoises. Le nom y est écrit : « in Islapadencs mansum unum ».
Depuis l'érection du château de La Sarraz, en 1049 par Adalbert de Grandson, pour contrôler le passage des marchandises de Milan à Jougne, à la limite du territoire du couvent de Romainmôtier, des Chevaliers de la région se mirent au service de la puissante famille de Grandson.
Parmi eux, figure le Chevalier Othon d’Éclépens (Vtto miles de Esclepens), cité sur un parchemin estimé entre 1120-1130, au sujet d'une manse. Puis en 1147, Jordan d’Éclépens (Iordanus de Sclepens) est témoin d’une confirmation par Amédée de Clermont. Il est cité à nouveau dans la 2e moitié du XIIe siècle, comme Jordanus miles de Clepens. En 1174, par un vidimus d’août 1280, ce Jordan est dit de Escleppens. Le mot Escleppens est encore cité en 1187 (Willermus de Escleppens), 1228 (dans le cartulaire de Lausanne) et 1453 lors de la visite pastorale du 22.10.1453). En 1199, on voit même le mot Clapens (Petrus de Clapens).
Dès le XVIe siècle, on voit apparaître l'orthographe actuelle Éclépens non sans en avoir eu depuis le XIIe siècle, une vingtaine de variantes : Esclapens, Esclepeins, Hesclepens, Desclepeins, Esclipens, Esclepans, Esclopens, Desclepens, Esclepens, Esclapans, Esclapains, Esclapeins, Eclepends, Ecclepens, Esclippens, Eccleppens, Eclepens, Éclépens, Eclepan, Escleppends, Esclepends, Esclepan, Ecélepan, Eclepend, Eclépends.
Trois familles alliées se succédèrent dans le château de La Sarraz : les Grandson-La Sarra (1049-1269), les Montferrand-La Sarra (1269-1541) et les Gingins-La Sarra (1541-1798).
Jusqu'en 1623, Éclépens fait partie de la seigneurie de La Sarraz. Lors du partage des biens de Joseph de Gingins, baron de la Sarraz, en 1626, Éclépens échoit à son fils Albert (3e fils vivant en 1626) et constitue une nouvelle seigneurie.

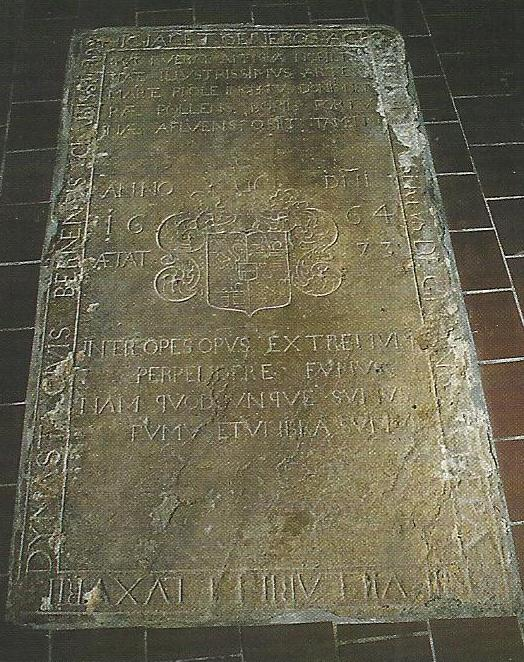
Tombeau d'Albert (I) de Gingins d'Éclépens se trouvant dans le chœur de l'église d'Éclépens.

Né en 1592 et décédé en 1664, son tombeau se trouve dans l’église d’Éclépens.

## Famille d'Éclépens
La famille d’Éclépens, originaire d’Éclépens, Dommartin et Pays de Vaud, maison noble et ancienne était une famille de ministériaux des sires de La Sarraz, qui remonte à Othon chevalier d'Éclépens  vers 1120-1130. Une branche qui tenait la mayorie de Dommartin portait parfois le nom de Grasset. La famille s'est éteinte au XVe siècle.
Cette famille d’Éclépens, (citée parfois Grasset), tenait le village en fief des Seigneurs de La Sarraz. Plus d’une cinquantaine d’actes ont été retrouvés de 1120 à 1437, dont le plus ancien concerne Vtto miles de Esclepens. La famille paraît s'être éteinte vers le milieu du XVe siècle, puis les biens passèrent aux de Gingins. Ces milites habitaient le Château d’En-Bas.

## Armoiries
En 1920, la commune ne possédait pas d´armoiries comme on peut le lire dans un article paru dans le Le Conteur Vaudois du 13 novembre 1920.
« Cette commune ne possède pas d´armoiries ; mais elle a utilisé un sceau du dix-neuvième siècle sur lequel on distingue une barque à fond plat chargée d’une « fuste ». Ce sceau rappelle qu´au commencement du siècle dernier, les habitants d´Éclépens voituraient les vins de la Côte, de ce vignoble à Entreroche, d’où ils étaient, par le canal de ce nom, dirigés sur Yverdon et de là en Suisse allemande.  (Ruchet, sceau communaux vaudois.) - Mérine. »

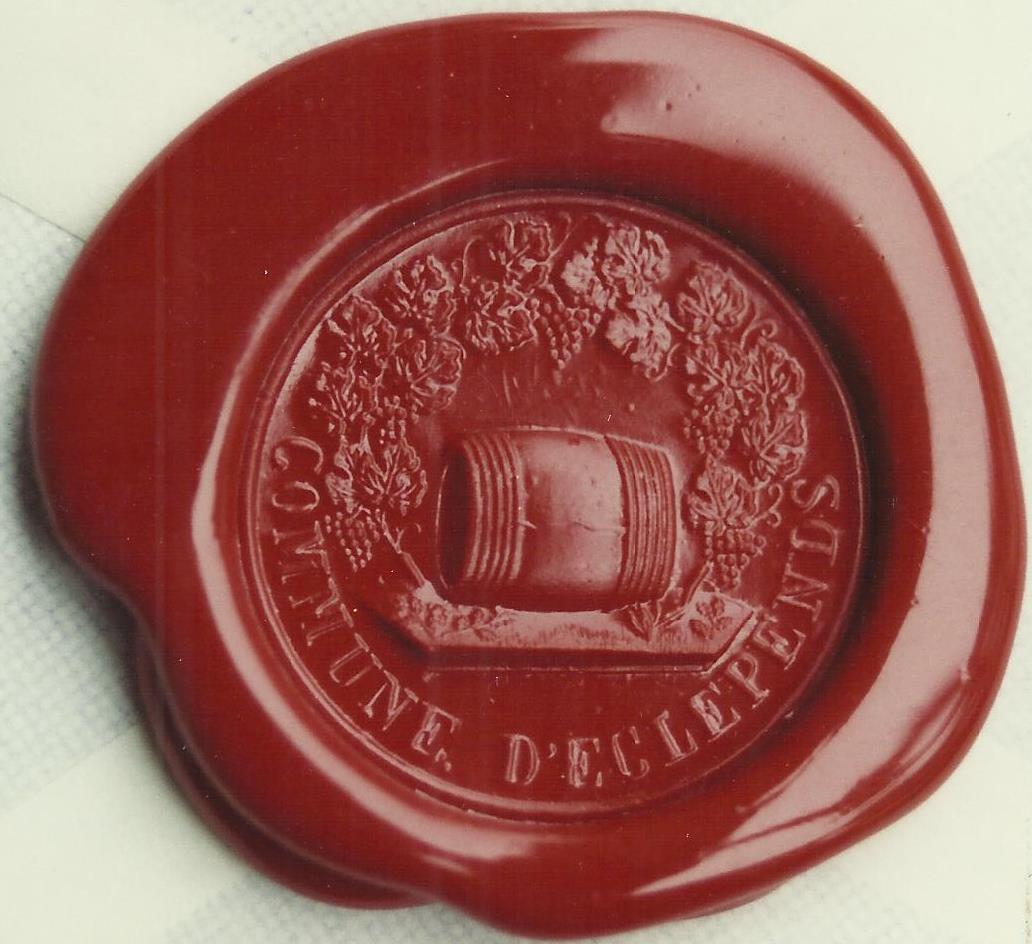
Ancien sceau de la municipalité d’Eclépens (photo A.Cholly)

En 1921 fut créée, par le Département de l'instruction publique et des cultes, une Commission des armoiries communales.
En 1924, la commune adopta des armoiries et reprit le lion des chevaliers d’Éclépens (cités du XIIe au XIVe siècle) ; elle les chargea d’une fasce ondée symbolisant le canal d’Entreroches et y ajouta encore un mont rappelant les hauteurs du Mormont.
Description :

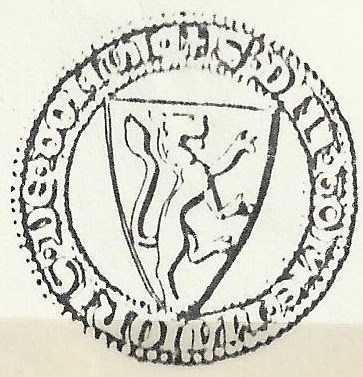
Sceau de Thomas d’Éclépens, mayor de Dommartin, de 1243

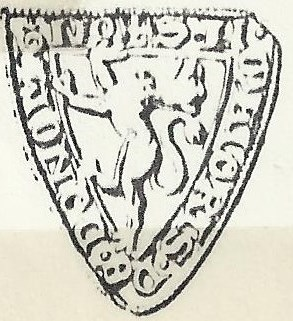
Sceau d’Henri d’Éclépens, de 1267

« d’argent au lion de gueules, sur un mont à trois coupeaux de sinople, une fasce ondée d’azur brochant sur le tout »
Autre description ancienne :
Eclépens dit Grasset - P. de Vaud - D'argent au lion de gueules, selon l’Armorial de JB RIETSTAP (Jean-Baptiste Rietstap 1828-1891)

## Hydrographie
Éclépens est traversée par la Venoge.

## Population

### Gentilé et surnoms
Les habitants de la commune se nomment les Éclépanais.
Ils sont surnommés les Corbeaux et lè Dèpatolyû (les Déguenillés en patois vaudois),.

### Démographie
| Année | Nombre d'habitants | Nombre de feux |  | Année | Nombre d'habitants |  | Année | Nombre d'habitants |
| 814   | 100                | 20             |  | 1958  | 399                |  | 1991  | 849                |
| 1416  | 160                | 32             |  | 1959  | 430                |  | 1992  | 875                |
| 1453  | 150                | 30             |  | 1960  | 446                |  | 1993  | 870                |
| 1536  | 85                 | 17             |  | 1961  | 474                |  | 1994  | 881                |
| 1683  | 265                |                |  | 1962  | 488                |  | 1995  | 866                |
| 1764  | 242                |                |  | 1963  | 470                |  | 1996  | 884                |
| 1770  | 288                |                |  | 1964  | 538                |  | 1997  | 880                |
| 1798  | 328                |                |  | 1965  | 504                |  | 1998  | 890                |
| 1803  | 348                |                |  | 1966  | 587                |  | 1999  | 877                |
| 1824  | 350                |                |  | 1967  | 587                |  | 2000  | 915                |
| 1831  | 392                |                |  | 1968  | 633                |  | 2001  | 912                |
| 1849  | 478                |                |  | 1969  | 640                |  | 2002  | 880                |
| 1850  | 495                |                |  | 1970  | 623                |  | 2003  | 915                |
| 1860  | 567                |                |  | 1971  | 621                |  | 2004  | 925                |
| 1870  | 553                |                |  | 1972  | 640                |  | 2005  | 941                |
| 1880  | 522                |                |  | 1973  | 680                |  | 2006  | 944                |
| 1888  | 461                |                |  | 1974  | 673                |  | 2007  | 963                |
| 1900  | 477                |                |  | 1975  | 658                |  | 2008  | 974                |
| 1910  | 487                |                |  | 1976  | 644                |  | 2009  | 974                |
| 1920  | 449                |                |  | 1977  | 633                |  | 2010  | 994                |
| 1930  | 472                |                |  | 1978  | 617                |  | 2011  | 996                |
| 1941  | 424                |                |  | 1979  | 610                |  | 2012  | 1010               |
| 1946  | 411                |                |  | 1980  | 610                |  | 2013  | 1020               |
| 1948  | 389                |                |  | 1981  | 630                |  | 2014  | 1010               |
| 1949  | 418                |                |  | 1982  | 640                |  | 2015  | 1039               |
| 1950  | 426                |                |  | 1983  | 654                |  | 2016  | 1043               |
| 1951  | 412                |                |  | 1984  | 696                |  | 2017  | 1091               |
| 1952  | 420                |                |  | 1985  | 738                |  | 2018  | 1211               |
| 1953  | 402                |                |  | 1986  | 740                |  | 2019  | 1222               |
| 1954  | 443                |                |  | 1987  | 767                |  | 2020  | 1220               |
| 1955  | 468                |                |  | 1988  | 793                |  | 2021  | 1198               |
| 1956  | 453                |                |  | 1989  | 810                |  | 2022  | 1199               |
| 1957  | 450                |                |  | 1990  | 818                |  | 2023  | 1182               |

Pour l’évaluation du nombre d’habitants des quatre premiers recensements, j’ai pris une moyenne de 5 personnes par foyer. La densité de la population est de 178,8 hab/km2 (2015). Le chiffre de 1'000 a été atteint le 07 décembre 2010. La cause de la diminution du nombre de feux (familles) entre 1416 et 1536 en est la peste qui sévissait en Europe. (Voir 1347 et 1453). Une diminution intervient entre 1860 et 1948 pour raison économique. Puis à la suite de la crise pétrolière de 1973, jusqu’en 1980. La plus grande vague d'émigration Suisse eu lieu au 19ème siècle.

## Patrimoine bâti
L'église, selon un rapport archéologique de M. Werner Stöckli, Jachen Sarott et Ulrike Golnick de 2001, daterait des Xe et XIe siècles. Peut-être qu'en analysant les fondations profondes, on arriverait au IXe siècle, église citée dans le document de 814 ci-dessus.
Le temple réformé, ancienne église Saint-Pierre, d'origine romane, a vu son chœur reconstruit probablement au XIIIe siècle. La façade ouest est rebâtie entre 1673 et 1677 en conservant la porte d'entrée du XVe siècle. La nef est couverte d'un berceau lambrissé, démoli en 1882 et reconstitué en 1927. Quant au clocher, il est surélevé en 1735. À l'intérieur, l'édifice conserve une table de communion de 1654 et la chaire de pierre, de 1675, a été sculptée par David Descombes. Vitraux de 1927 par Guignard & Schmit (Alexis Guignard et Jean Schmit), Kirsch & Fleckner (Vincent Kirsch et Charles Fleckner),.
À la Réformation, les biens de l'église ont été attribués par les Bernois au baron de La Sarraz. L'ancienne cure, située près de l'église, est alors transformée en maison seigneuriale sous le nom de Château d'En Haut (rue du Village 3). Ce processus a lieu en plusieurs étapes, en 1626 et 1699, puis encore en 1786 par Alexandre de Gingins, seigneur d'Éclépens et de Pompaples. Ce vaste édifice abrité sous une toiture à croupe affiche, côté jardin, une imposante tour d'escalier de plan rectangulaire, en saillie, datée 1699. Le parc, à l'ouest, comporte une allée de platanes. Dans l'alignement de la maison de maîtres, un bâtiment de 1789 abrite habitation et dépendances rurales, tandis qu'au sud de la cour s'élève un ancien rural reconstruit en 1796 puis en 1844.
Le 23 novembre 1807, pour le prix de « 157 500 livres de Suisse, vins compris », le Château-Dessus d'Éclépens était vendu par Charles Henry Alexandre de Gingins à Paul Coulon, de Neuchâtel (1731-1820), dont la famille en est toujours propriétaire sept générations après ; cette famille acquit également le Château-Dessous le 7 mai 1808 à dame Lautard-Muret. Elle le tenait de son père, M. Muret, de Morges, qui l'avait acquis en 1799 de M. de Gingins-La Sarraz, autrefois résidence des milites d'Éclépens (de 1130 au milieu du XVe siècle). L'anoblissement de Paul Louis Auguste Coulon (le fils de Paul) a été attribué par le roi de Prusse Frédéric Guillaume IV, diplôme signé le 19 juin 1847, pour services rendus à la Principauté de Neuchâtel,,.
Le Domaine du château d'Éclépens exploite l'une des premières parcelles viticoles attestées en Suisse.
Le Château d'En Bas (rue du Village 21) est un sobre et imposant édifice . En 1709, une très importante campagne de travaux menée par David-François de Gingins, à la fin de sa vie, change complètement l'image du château. Celui-ci double quasiment la superficie de la maison, construit un bel escalier au nord-est, et surélève vraisemblablement l'édifice, le couvrant d'une belle toiture à croupes. Rappelons qu’au Château d’En-Haut, l’escalier porte la date relativement contemporaine de 1699. Le château d'En-Bas a été rebâti sur un château moyenâgeux dans lequel habitaient les coseigneurs d’Éclépens.
La chèvre surmontée d’une boule, de la fontaine du Château d'En Bas, porte la date de 1719 (10 ans après les grands travaux).
Le canal d'Entreroches passe également sur le territoire de la commune.

## Archéologie
Avec la commune de La Sarraz, Éclépens partage la colline du Mormont. En 2006, l'archéologie cantonale vaudoise effectue des fouilles préventives à l'occasion desquelles est mis au jour un important site archéologique datant du Ier siècle av. J.-C.,.

## Industrie

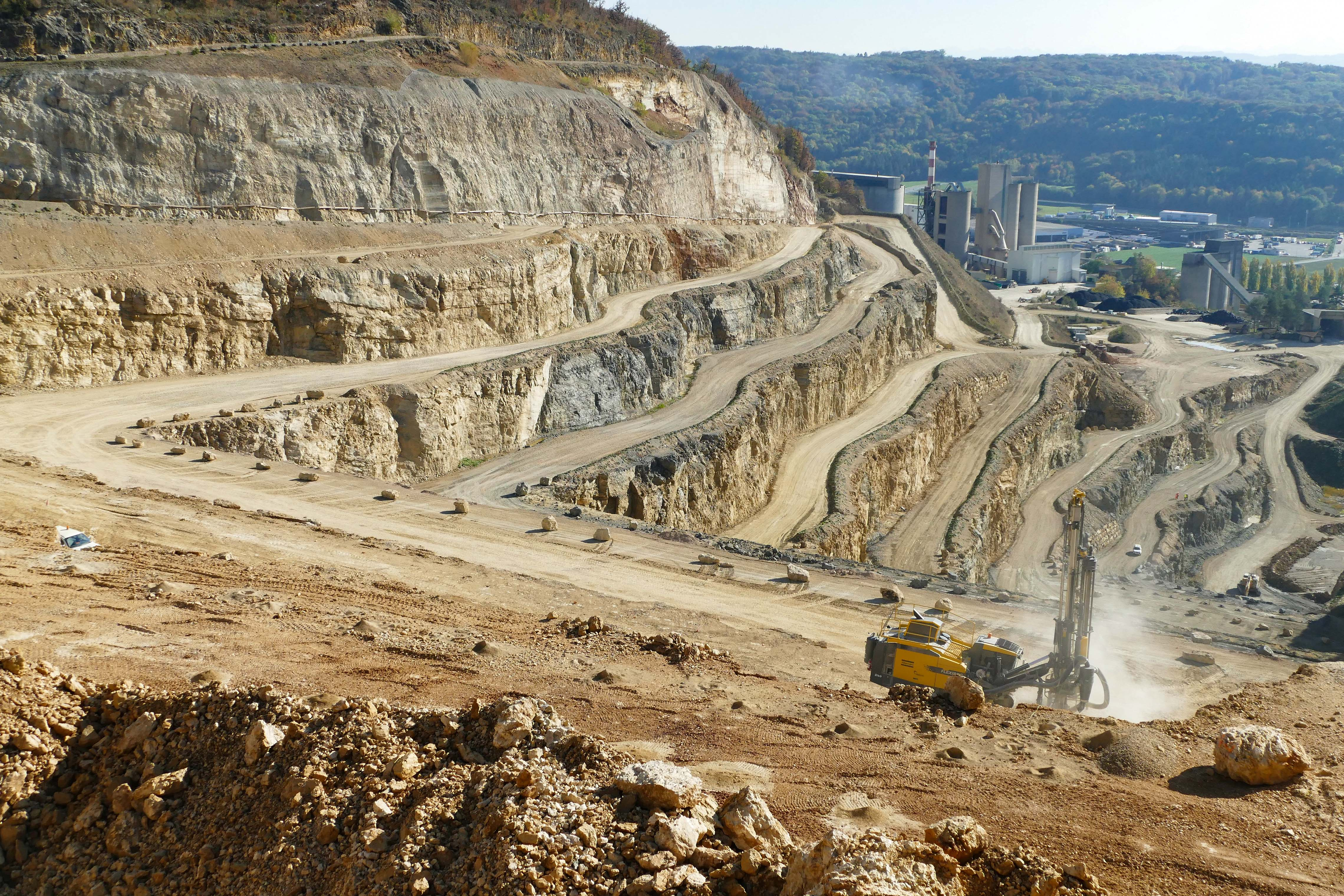
Carrière et fabrique de ciment du groupe Holcim au Mormont.

- Fabrique de ciment du groupe LafargeHolcim.
- Filature et draperie Berger installée à Éclépens depuis 1838 a cessé ses activités en 1978[25].
- BTG SA, fournisseur de lames pour rotatives de papeterie.

## Auberges et cafés
Au début de 1861, il y avait six établissements publics dans la commune :
L'Hôtel de l'Écusson Vaudois (auberge communale) (~1760-1784 et de 1824 à ce jour), l'Hôtel du Mauremont (café de la Gare) (1853-2004), l'Auberge de la Croix Blanche (1850-1945), le Café du Sétif (1857- après 1861), le Café du Commerce (cité en 1861), la Pinte de l’Ouest puis café de l’Union (1841- après 1869)
L'Auberge communale “À l'Écusson Vaudois”, premier établissement public du village, date vraisemblablement de peu de temps avant 1760.